# Erik Enocksson
Erik Enocksson, född 2 september 1978 i Falkenberg, är en svensk musiker och kompositör. Bland uppmärksammade verk återfinns filmmusiken till Farväl Falkenberg, Man tänker sitt, Apan samt TV-serien Snabba Cash. Enocksson är en av grundarna och initiativtagarna till Irrlicht förlag.